# Las Delicias, El Bosque
Las Delicias är en ort i Mexiko.   Den ligger i kommunen El Bosque och delstaten Chiapas, i den sydöstra delen av landet, 700 km öster om huvudstaden Mexico City. Las Delicias ligger 1 097 meter över havet och antalet invånare är 421.
Terrängen runt Las Delicias är bergig åt sydost, men åt nordväst är den kuperad. Runt Las Delicias är det ganska tätbefolkat, med 134 invånare per kvadratkilometer. Närmaste större samhälle är Simojovel de Allende, 14,4 km norr om Las Delicias. I omgivningarna runt Las Delicias växer i huvudsak städsegrön lövskog.